# Яблониця (Свентокшиське воєводство)
Яблониця (пол. Jabłonica) — село в Польщі, у гміні Шидлув Сташовського повіту Свентокшиського воєводства.
Населення — 444 особи (2011).
У 1975-1998 роках село належало до Келецького воєводства.

## Демографія
Демографічна структура на день 31 березня 2011 року:
|          | Загалом | Допрацездатний вік | Працездатний вік | Постпрацездатний вік |
| -------- | ------- | ------------------ | ---------------- | -------------------- |
| Чоловіки | 227     | 41                 | 161              | 25                   |
| Жінки    | 217     | 42                 | 117              | 58                   |
| Разом    | 444     | 83                 | 278              | 83                   |